# 戀愛占卜師
《戀愛占卜師》（Dr.リンにきいてみて!）是日本漫畫家新井清子的日本漫畫作品。內容以中國風水與西洋占卜為題材所構成。
同名電視動畫於2001年3月至2002年2月在東京電視網播出，全51話，動畫由STUDIO COMET製作。動畫結束時有「占卜師鈴鈴的迷你風水」單元介紹占卜與風水的一些小知識。

## 登場人物

### 主角與夥伴
神崎 明鈴（かんざき めいりん）／光明女巫（光の巫女）
配音員：日：千葉紗子；台：楊凱凱
生日：10月13日。星座：天秤座。血型：B型。身高：156cm
興趣・特長：占卜。拿手科目：近代國語。喜歡的食物：蛋糕、點心等甜食。討厭的東西：幽靈、爬蟲類。
本作女主角。14歲，國中二年級生。擅長占卜，在網路上以「占卜師鈴鈴」的名義為線上人解答疑惑。喜歡飛鳥，相信其為之真命天子，對其熱烈追求。前世為光明女巫，與青龍相愛。
結城 飛鳥（ゆうき あすか）／青龍侍衛
配音員：日：反田孝幸；台：李明幸
生日：7月5日。星座：巨蟹座。血型：O型。身高：172cm　
興趣・特長：運動、擅長足球。拿手科目：體育、數學、理科。喜歡的食物：烤肉、拉麵、漢堡。討厭的事物：所有的占卜。（由於前世的青龍太喜歡光明女巫，所以為了避免自己失去她，所以封印自己的記憶，導致轉世的飛鳥對占卜一類的打從心理不喜歡。）
本作男主角。足球隊隊員，住在明玲隔壁。前世為四神中的青龍，與光明巫女相愛。初期對明鈴之追求不以為然，也不信風水占卜，但後來仍逐漸喜歡上明玲。
天津（聲：日本：竹內順子）
明鈴的寵物，是隻可愛的小猴子，喜愛吃甜食。
動畫版的身分為青龍的守護神（漫畫版的真實身分是神龍）。
常盤 崇（聲：日本：風間勇刀；台灣：梁興昌）
擁有晴明血統的陰陽師，會使用式神，當七尾受傷時會跟著受傷，喜歡明玲。有潔癖。前世為四神中的白虎。
與明鈴跟飛鳥同歲，後來轉入兩人的班上成為同學。
生日：5月11日。星座：金牛座。血型：AB型。身高：174cm 體重54公斤 喜歡的食物：牛排、義大利麵…壽司或沙拉也不錯。討厭的事物：狗
七尾（聲：日本：鈴木真仁；台灣：雷碧文）
本身是個紙式，平常以一隻七尾小狐貍的模樣現身。受傷時會變回一張紙。白虎的守護神。
四條 萬里（聲：日本：嘉數由美；台灣：雷碧文）
生日：3月3日。星座:雙魚座。血型：A型。身高：154cm 喜歡的食物：梅乾、醬菜、焗飯。
擅長塔羅牌占卜。家裡是道場，因而擅長空手道。有三個同父異母的哥哥，年幼時母親為了救他在他眼前發生車禍，一直認為是自己害死母親，也因而罹患了失語症。最後在明鈴的幫助下，恢復了說話的能力，性格也開朗多。前世為四神中的玄武。初登場時是偽娘，因而對總是被當成女孩且收到情書而困擾不已。最後變回男生的裝扮，似乎對於明鈴有好感。
辛西亞（聲：日本：甲斐田雪；台灣：李明幸）
一隻熊貓狀的布娃娃，玄武的守護神。喜歡飛鳥。
月丘 艾迪（聲：日本：木內秀信；台灣：林谷珍）
生日：11月1日。星座：天蠍座。血型：O型。身高：187cm 喜歡的食物：法式吐司、炸蝦、卡布奇諾、章魚燒。
使用占星術的爽朗青年，不斷的賺錢是為了幫祖父造個好墳在祖母旁邊，似乎對明玲有好感。前世為四神中的朱雀。擅長足球，曾擔任飛鳥等人的教練。
章魚燒（聲：日本：柳原哲也；台灣：李明幸）
一隻鸚鵡，艾迪賺錢的好夥伴。朱雀的守護神。
張小鈴（聲：日本：香川葉月；台灣：雷碧文）
是動畫原創人物，來自中國的小占卜師，使用水晶球占卜。雖然年紀僅國小三年級，但是內心相當早熟。由於她也喜歡飛鳥，因此將明鈴視為情敵。來到日本後，住在明鈴家，並就讀於明鈴學校的小學部。前世為光明女巫旁的麒麟侍衛。

### 次要角色
小西 侑英（聲：日本：竹內順子；台灣：雷碧文）
明鈴的朋友。
春日部 周子（聲：日本：鴻口可南；台灣：李明幸）
明鈴的朋友。
桃太郎
漫畫青龍的守護神。
品川大輔（聲：日本：渡邊慶；台灣：林谷珍）
飛鳥的朋友，也是足球隊員。不時調侃飛鳥與明鈴間的關係。喜歡小西侑英。
大井町敬馬（聲：日本：北原雅樹；台灣：雷碧文）
品川的朋友。
黑澤梓（聲：日本：本多知惠子）
黑暗巫女轉生，喜歡黑暗之王（餃子），所以一直找機會害死黑暗之王喜歡的光明女巫（明鈴）。

### 家人
神崎月餅
明鈴的爺爺，是一位風水大師。
神崎炒
明鈴的父親
神崎笑華
明鈴的母親，原摔跤選手。
神崎餃子（聲：日本：森山榮治）
明鈴的非血緣哥哥，妺控。其實是黑暗之王的轉生。
漫畫中，千年前喜歡光明女巫，現在喜歡明玲。對於黑暗女巫(黑澤梓)從來不放在眼裡，但動畫版的最後兩人還是走在一起了。

## 用語
光明女巫
神崎明鈴(占卜師鈴鈴)／聲優：千葉紗子
四神
四神乃是守護光明女巫的忠心侍衛。
- 青龍──結城飛鳥  (寵物代表:天津(動畫)、桃太郎(漫畫))／聲優：反田孝幸
- 白虎──常盤崇  (寵物代表:七尾)／聲優：風間勇刀
- 朱雀──月丘艾迪  (寵物代表:章魚燒)／聲優：木内秀信
- 玄武──四條萬里  (寵物代表:辛西亞)／聲優：嘉數由美

麒麟侍衛
為動畫原創的光明女巫侍衛，即動畫原創角色 - 張小鈴（風水師小鈴）
黑暗之王
神崎餃子
黑暗女巫
黑澤梓

## 出版書籍
| 卷數 | 小學館         | 小學館             | 香港青文       | 香港青文           | 青文出版社     | 青文出版社             |
| 卷數 | 發售日期       | ISBN               | 發售日期       | ISBN               | 發售日期       | ISBN                   |
| ---- | -------------- | ------------------ | -------------- | ------------------ | -------------- | ---------------------- |
| 1    | 2000年3月25日  | ISBN 4-09-135472-6 | 2001年6月9日   | ISBN 962-87-6092-0 | 2001年10月15日 | ISBN 978-957-595-979-1 |
| 2    | 2000年8月24日  | ISBN 4-09-135473-4 | 2001年7月3日   | ISBN 962-87-6093-9 | 2002年4月20日  | ISBN 978-957-509-149-1 |
| 3    | 2001年2月24日  | ISBN 4-09-135474-2 | 2001年7月19日  | ISBN 962-87-6094-7 | 2002年5月15日  | ISBN 978-957-509-169-9 |
| 4    | 2001年7月26日  | ISBN 4-09-135475-0 | 2001年8月25日  | ISBN 962-87-6095-5 | 2002年7月20日  | ISBN 978-957-509-253-5 |
| 5    | 2001年12月20日 | ISBN 4-09-135476-9 | 2002年6月22日  | ISBN 962-87-6096-3 | 2002年8月12日  | ISBN 978-957-509-307-5 |
| 6    | 2002年6月26日  | ISBN 4-09-135477-7 | 2002年10月18日 | ISBN 962-87-6097-1 | 2002年10月18日 | ISBN 978-957-509-386-0 |
| 7    | 2003年2月26日  | ISBN 4-09-135478-5 | 2003年5月23日  | ISBN 962-87-6056-4 | 2003年7月29日  | ISBN 978-957-509-585-7 |
| 8    | 2003年6月21日  | ISBN 4-09-135479-3 | 2003年10月10日 | ISBN 962-88-2214-4 | 2003年11月19日 | ISBN 978-957-509-667-0 |

特別篇
| 卷數 | 小學館        | 小學館             | 香港青文       | 香港青文           | 青文出版社    | 青文出版社             |
| 卷數 | 發售日期      | ISBN               | 發售日期       | ISBN               | 發售日期      | ISBN                   |
| ---- | ------------- | ------------------ | -------------- | ------------------ | ------------- | ---------------------- |
| 全   | 2002年3月26日 | ISBN 4-09-135480-7 | 2002年12月12日 | ISBN 962-87-8699-7 | 2002年11月8日 | ISBN 978-957-509-374-7 |

## 電視動畫

### 製作團隊
- 監督 - 三澤伸
- 系列構成 - 前川淳
- 人物設計、總作畫監督 - 一川孝久
- 服裝設計 - 加藤万由子
- 設計工作人員 - 飯田清貴、山崎猛、大宅幸男、荻原直樹、林千博
- 風水顧問 - 森冬生
- 美術監督 - 西倉力
- 色彩設計 - 石黒文子、大倉喜美子
- 攝影監督 - 鎌田克明
- 編輯 - 小島俊彦
- 音響監督 - 平光琢也
- 音樂 - 有澤孝紀
- 動畫製作人 - 茂垣弘道
- 製作人 - 東不可止、松下洋子、杉山あつお
- 動畫、CG製作 - STUDIO COMET
- 製作 - 東京電視台、NAS

### 主題曲
片頭曲 - 「GO! GO! Ready? GO?!」
作詞 - 緒田菜莉 / 編曲・作曲 - 湯浅公一 / 歌 - AiM
片尾曲
「誰より…」（第1話 - 第26話）
作詞 - 田中花乃 / 作曲・編曲 - 湯浅公一 / 歌 - AiM
「君との未来」（第27話 - ）
作詞 - ai / 作曲・編曲 - 湯浅公一 / 歌 - AiM
插入曲 -
「Only Lonely Christmas〜ここにいてくれたなら〜」
作詞・作曲 - 田中花乃 / 編曲 - 杉浦哲郎 / 歌 - AiM
「My Destiny」
作詞・作曲 - 畑 亞貴 / 編曲 - 森藤晶司 / 歌 - 神崎明鈴
上述4首收錄於CD單曲中，由Interchannel負責發行。

### 各話列表
| 話數 | 日文標題 | 中文標題                   | 腳本     | 分鏡          | 演出                | 作畫監督          | 播放日期      |
| ---- | -------- | -------------------------- | -------- | ------------- | ------------------- | ----------------- | ------------- |
| 1    |          | 傳說中的天才風水師         | 前川淳   | 三澤伸        | 福冨博              | 一川孝久          | 2001年 3月5日 |
| 2    |          | 臉紅心跳的戀愛課外教學     | 中瀬理香 | 池上和誉      | 渡邊健一郎          | 金澤比呂司        | 3月12日       |
| 3    |          | 轉學生的戀愛               | 吉村元希 | 森脇真琴      | 森脇真琴            | 興村忠美          | 3月19日       |
| 4    |          | 式神巴士大危機             | 玉井☆豪  | 石踊宏        | 石踊宏              | 松本勝次          | 3月26日       |
| 5    |          | 小女生的戀愛遭遇危機       | 前川淳   | 石山貴明      | 井上修              | 古池敏也          | 4月2日        |
| 6    |          | 假情人                     | 中瀬理香 | 中島弘明      | アサミマツオ        | 飯田清貴          | 4月9日        |
| 7    |          | 放學後的對決               | 吉村元希 | 福冨博        | 福冨博              | 山崎猛            | 4月16日       |
| 8    |          | 醒醒吧神龍！你是最神奇的   | 前川淳   | 森脇真琴      | 森脇真琴            | 興村忠美          | 4月23日       |
| 9    |          | 爸爸的風水大作戰           | 玉井☆豪  | 高柳哲司      | 石踊宏              | 松本勝次          | 4月30日       |
| 10   |          | 可愛的式神七尾登場         | 高林久弥 | 石山貴明      | 井上修              | 古池敏也          | 5月7日        |
| 11   |          | 男子漢品川戀愛滿開         | 中瀬理香 | 福冨博 石踊宏 | 渡辺健一郎 下司泰弘 | 飯田清貴 大宅幸男 | 5月14日       |
| 12   |          | 不可思議的塔羅牌           | 前川淳   | 森脇真琴      | 森脇真琴            | 山崎猛            | 5月21日       |
| 13   |          | 無敵的友情彩虹             | 吉村元希 | 福冨博        | 福冨博              | 興村忠美          | 5月28日       |
| 14   |          | 愛的特製摔角舞台           | 玉井☆豪  | 池上和誉      | 石踊宏              | 松本勝次          | 6月4日        |
| 15   |          | 勝利的顏色！Pink           | 中瀬理香 | 駒井一也      | 井上修              | 古池敏也          | 6月11日       |
| 16   |          | 膽戰心驚的現場轉播         | 前川淳   | 佐藤英一      | 江島栄男            | 山崎猛            | 6月18日       |
| 17   |          | 恐怖的夜間學校探險         | 高林久弥 | 山本裕介      | 渡辺健一郎          | 飯田清貴          | 6月25日       |
| 18   |          | 最後一張塔羅牌攻擊         | 吉村元希 | 森脇真琴      | 飯村正之            | 興村忠美          | 7月2日        |
| 19   |          | 解放你的心                 | 吉村元希 | 石踊宏        | 石踊宏              | 松本勝次          | 7月9日        |
| 20   |          | 誘惑的約會                 | 前川淳   | 駒井一也      | 井上修              | 古池敏也          | 7月16日       |
| 21   |          | 行星陷阱星光閃爍的大危機   | 前川淳   | 福冨博        | 福冨博              | 山崎猛            | 7月23日       |
| 22   |          | 幸福的願望實現了           | 中瀬理香 | 高柳哲司      | 渡辺健一郎          | 飯田清貴          | 7月30日       |
| 23   |          | 小鈴 明鈴 占卜師鈴鈴       | 吉村元希 | 森脇真琴      | 森脇真琴            | 興村忠美          | 8月6日        |
| 24   |          | 戀愛 火花 紅色的花         | 高林久弥 | 石踊宏        | 石踊宏              | 松本勝次          | 8月13日       |
| 25   |          | 章魚海岸的故事             | 玉井☆豪  | 駒井一也      | 井上修              | 古池敏也          | [[8月20日     |
| 26   |          | SOS！常盤狗狗大作戰        | 吉村元希 | 福冨博        | 福冨博              | 野田康行          | 8月27日       |
| 27   |          | 純情！？便當之戀           | 中瀬理香 | 高柳哲司      | 渡辺健一郎          | 飯田清貴          | 9月3日        |
| 28   |          | 小鈴驚慌！水晶球被奪       | 前川淳   | 山本裕介      | 山本裕介            | 興村忠美          | 9月10日       |
| 29   |          | 暴風雨中的時光手錶         | 高林久弥 | 森脇真琴      | 森脇真琴            | 林千博            | 9月17日       |
| 30   |          | 大事件 恐龍化石            | 玉井☆豪  | 石踊宏        | 石踊宏              | 松本勝次          | 9月24日       |
| 31   |          | 失去超能力 占卜師鈴鈴消失  | 前川淳   | 大庭秀昭      | 井上修              | 古池敏也          | 10月1日       |
| 32   |          | Ready Go！羅盤重生         | 吉村元希 | 福冨博        | 福冨博              | 野田康行          | 10月8日       |
| 33   |          | 大地震！海雲町的結局       | 高林久弥 | 高柳哲司      | 渡辺健一郎          | 一川孝久 飯田清貴 | 10月15日      |
| 34   |          | 危險任務！拯救龍脈！       | 玉井☆豪  | 森脇真琴      | 森脇真琴            | 興村忠美 藤川良子 | 10月22日      |
| 35   |          | 再見…再會了小鈴            | 中瀬理香 | 石踊宏        | 石踊宏              | 松本勝次          | 10月29日      |
| 36   |          | 哥哥的女朋友               | 前川淳   | 大庭秀昭      | 井上修              | 古池敏也          | 11月5日       |
| 37   |          | 四神傳說！尋找寶玉         | 玉井☆豪  | 高柳哲司      | 渡辺健一郎          | 一川孝久          | 11月12日      |
| 38   |          | 被囚禁的明鈴！常盤覺醒     | 前川淳   | 福冨博        | 福冨博              | 飯田清貴          | 11月19日      |
| 39   |          | 高壓電突襲！艾迪VS萬里     | 中瀬理香 | 森脇真琴      | 森脇真琴            | 林千博            | 11月26日      |
| 40   |          | 飛鳥在哪裡？失去的記憶     | 吉村元希 | 石踊宏        | 石踊宏              | 松本勝次          | 12月3日       |
| 41   |          | 飛鳥怎麼了？黑暗使者       | 吉村元希 | 大庭秀昭      | 井上修              | 古池敏也          | 12月10日      |
| 42   |          | 飛鳥快來！充滿回憶的聖誕樹 | 玉井☆豪  | 高柳哲司      | 飯村正之            | 一川孝久          | 12月17日      |
| 43   |          | 聖誕夜的奇蹟 甦醒的青龍    | 玉井☆豪  | 福冨博        | 福冨博              | 飯田清貴          | 12月24日      |
| 44   |          | 黑暗女巫的秘密             | 前川淳   | 森脇真琴      | 森脇真琴            | 林千博            | 2002年 1月7日 |
| 45   |          | Kiss五秒前                 | 高林久弥 | 石踊宏        | 石踊宏              | 松本勝次          | 1月14日       |
| 46   |          | 黑暗衝擊！黑暗之王降臨     | 中瀬理香 | 大庭秀昭      | 井上修              | 古池敏也          | 1月21日       |
| 47   |          | 悲戀 散退的黑暗女巫        | 吉村元希 | 高柳哲司      | 飯村正之            | 一川孝久          | 1月28日       |
| 48   |          | 突擊！四凶之塔             | 玉井☆豪  | 福冨博        | 福冨博              | 飯田清貴          | 2月4日        |
| 49   |          | 最後的希望 第五個夥伴！    | 前川淳   | 森脇真琴      | 森脇真琴            | 林千博            | 2月11日       |
| 50   |          | 光明與黑暗！愛的記憶       | 前川淳   | 石踊宏        | 石踊宏              | 松本勝次          | 2月18日       |
| 51   |          | 好運來了                   | 前川淳   | 三沢伸        | 三沢伸              | 一川孝久 古池敏也 | 2月25日       |

### 播放電視台
| 播放地區       | 播放電視台   | 播放日期                     | 播放時間                   | 聯播網                     |
| -------------- | ------------ | ---------------------------- | -------------------------- | -------------------------- |
| 關東廣域圈     | 東京電視台   | 2001年3月5日 - 2002年2月25日 | 星期一 18時30分 - 19時00分 | 東京電視台系列             |
| 北海道         | TV北海道     | 2001年3月5日 - 2002年2月25日 | 星期一 18時30分 - 19時00分 | 東京電視台系列             |
| 愛知縣         | 愛知電視台   | 2001年3月5日 - 2002年2月25日 | 星期一 18時30分 - 19時00分 | 東京電視台系列             |
| 大阪府         | 大阪電視台   | 2001年3月5日 - 2002年2月25日 | 星期一 18時30分 - 19時00分 | 東京電視台系列             |
| 岡山縣、香川縣 | 瀨戶內電視台 | 2001年3月5日 - 2002年2月25日 | 星期一 18時30分 - 19時00分 | 東京電視台系列             |
| 福岡縣         | TVQ九州放送  | 2001年3月5日 - 2002年2月25日 | 星期一 18時30分 - 19時00分 | 東京電視台系列             |
| 滋賀縣         | 琵琶湖放送   | 2001年4月 - 2002年4月12日    | 星期五 8時00分 - 8時30分   | 独立UHF局                  |
| 日本全域       | BS Japan     | 2001年4月5日 - 2002年3月28日 | 星期四 19時25分 - 19時55分 | 東京電視台系列、BS技術放送 |
| 日本全域       | AT-X         |                              |                            | 動畫專門頻道               |

日本海外
| 播放地區 | 播放電視台 | 播放日期                                       | 播放時間                                            | 備註                                                     |
| -------- | ---------- | ---------------------------------------------- | --------------------------------------------------- | -------------------------------------------------------- |
| 臺灣     | 衛視中文台 | 2006年9月17日-12月23日                         | 星期六日 20:00 - 21:00                              | 部分日期暫停播出                                         |
| 臺灣     | MOMO親子台 | 2009年1月21日 - 2月6日 2009年3月22日 - 6月21日 | 星期一至星期日 21:30 - 23:00 星期六日 23:00 - 23:30 | 4月4日起改至23:00-24:00播出 5月10日起改至22:30-23:30播出 |

## 遊戲
- 《戀愛占卜師！～占卜師玲玲的戀愛風水～》，GBC遊戲。
- 《戀愛占卜師-戀愛的快樂四季！ 》，PS遊戲。

## 外部連結
- STUDIO COMET網站内作品介紹頁
- . tv-tokyo. （原始内容存档于2002-02-10） （日语）.